# George Osborne
George Osborne CH (nascido Gideon Oliver Osborne; Londres, 23 de maio de 1971) é um político britânico, de ascendência irlandesa, filiado ao Partido Conservador. Osborne foi, desde maio de 2010 a julho de 2016, o Chanceler do Tesouro do Reino Unido (Chancellor of the Exchequer), sendo o secretário principal do HM Treasury.
Osborne trabalhou para o The Daily Telegraph antes de filiar-se ao departamento de pesquisas do Partido Conservador, do qual se tornaria chefe. Foi conselheiro especial de Douglas Hogg enquanto Ministro da Agricultura, Pesca e Alimentação, trabalhando em 10 Downing Street assim como foi membro da equipe de campanha de John Major durante as eleições gerais de 1977. Posteriormente, tornou-se redator e assessor de William Hague no partido.
Em 2001, Osborne foi eleito Membro do Parlamento representando Tatton, tornando-se então o mais jovem parlamentar Conservador na Câmara dos Comuns. Em 2004, foi apontado Secretário do Tesouro por Michael Howard e, no ano seguinte, coordenou a bem-sucedida campanha eleitoral de David Cameron. Cameron, posteriormente, o nomeou Chanceler Sombra do Tesouro e, após as Eleições gerais de 2010, Chanceler na coalização Liberal-Conservadora Democrata de governo.